# بادپر (هواگرد)

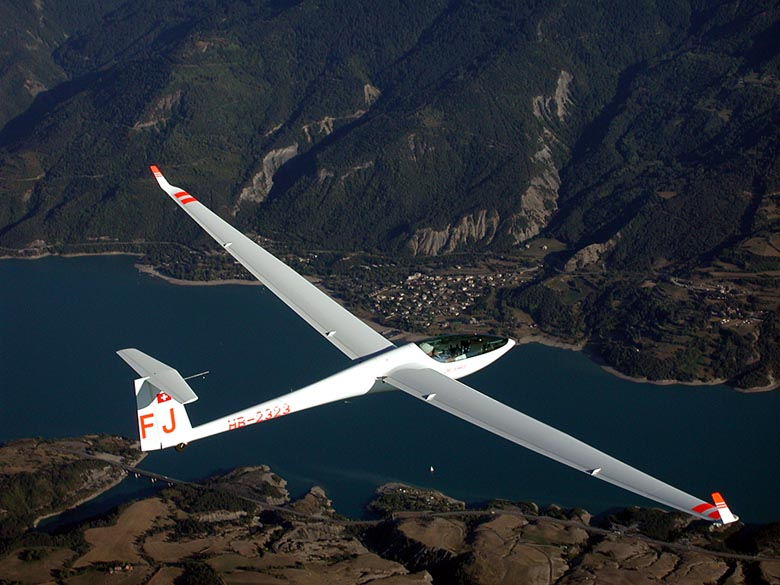
بادپر فایبرگلاس دی‌جی-۸۰۰ با عملکرد بالا روی دریاچه سر پونسون در کوه‌های آلپ فرانسه

بادپَر یک هواگرد ثابت‌بال است که در هنگام پرواز، واکنش دینامیکی هوا در برابر سطوح بالابرش آن را نگه می‌دارد و پرواز آزاد آن به موتور وابسته نیست. بیشتر بادپرها موتور ندارند، اگرچه گلایدرهای موتوری موتورهای کوچکی برای افزایش مدت پروازشان در صورت لزوم با حفظ ارتفاع دارند (معمولاً هواسر برای حفظ ارتفاع به هوای بالارونده متکی است) و برخی از آنها به قدرت کافی برای خودپرتابی را دارند.

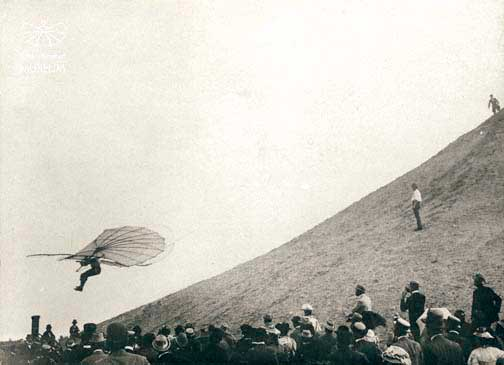
اتو لیلینتال در حال پرواز

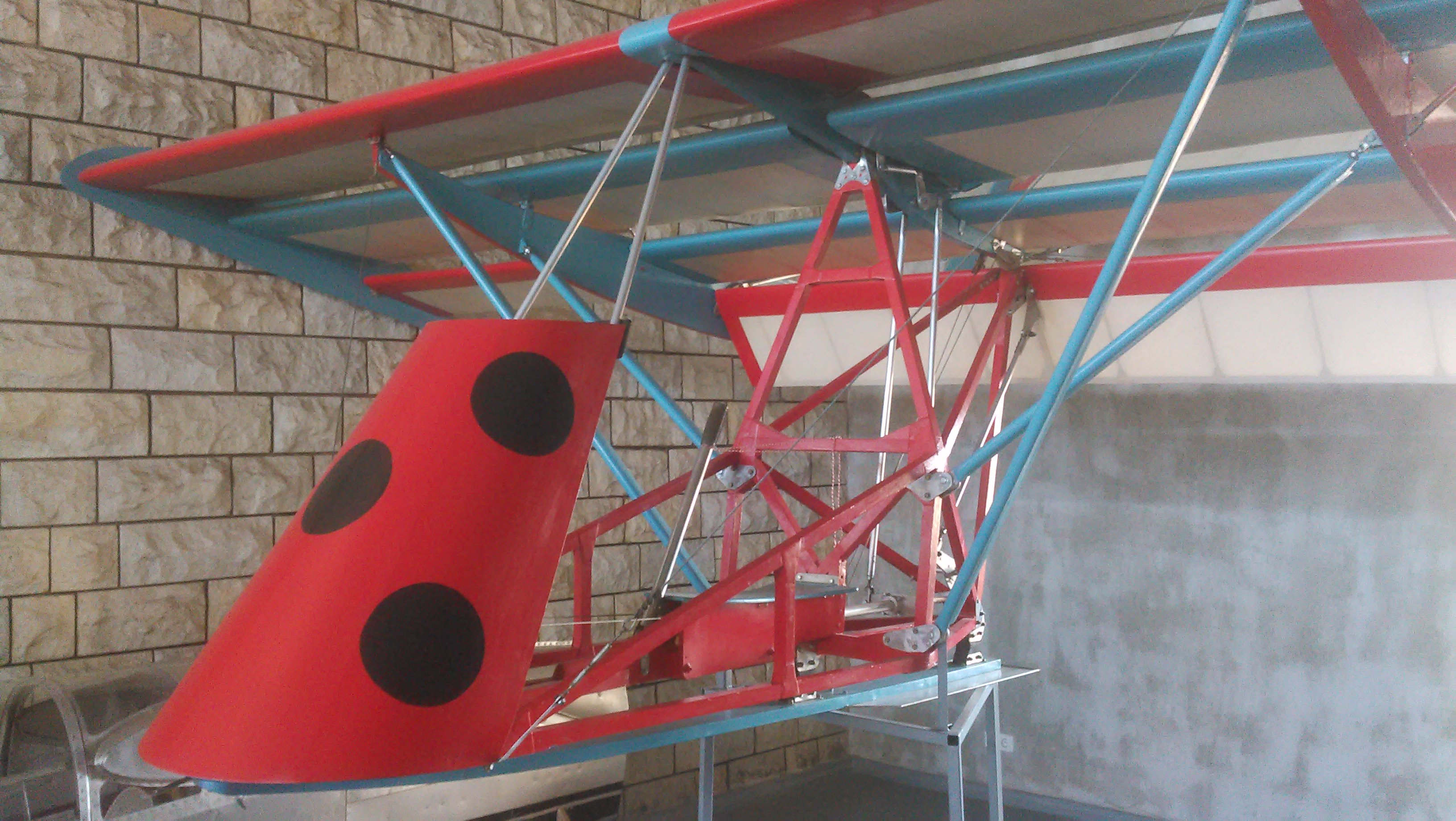
کوچکترین بادپَر در جهان - BrO-18 "Boružė" (کفشدوز)، ساخته شده در لیتوانی در سال ۱۹۷۵

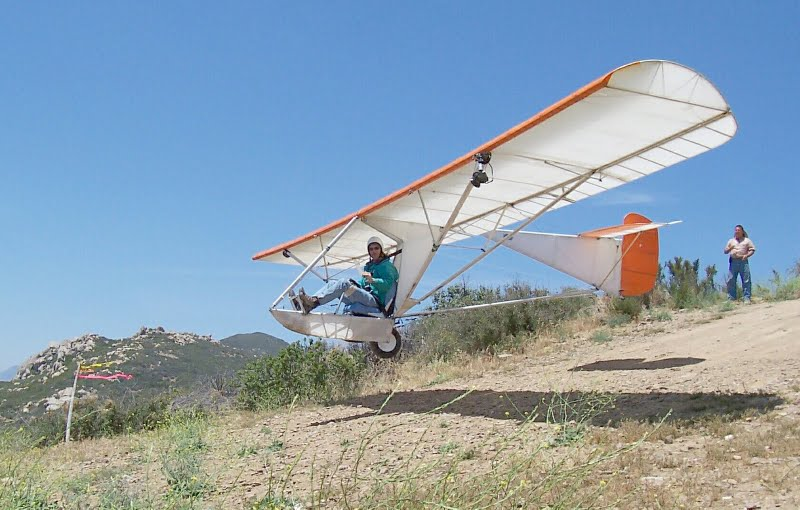
بادپر فوق سبک "صندلی هوا" Sandlin Goat 1

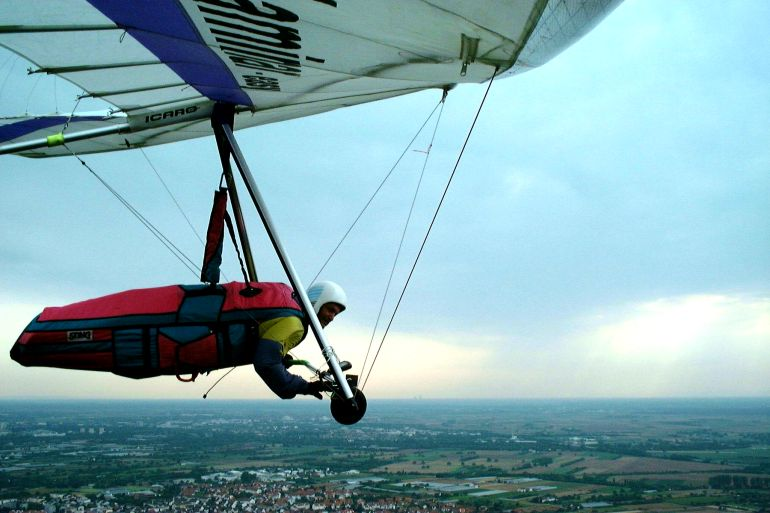
سبک‌پَر امروزی "بال منعطف".

برخلاف هواسُر، سبک‌پَر تنها با استفاده از پاهای خلبان قابلیت حمل، پرواز و فرود را دارد.

پرواز چتربال در برزیل